# Vụ nổ căn cứ Spetsnaz Chechnya
Vụ nổ căn cứ Spetsnaz Chechnya là ngày 8 tháng 2 năm 2006, là một vụ nổ tại doanh trại của đơn vị an ninh đặc biệt của Bộ Quốc phòng Nga tại Kurchaloi gần thành phố Grozny, Chechnya, đã giết chết ít nhất 13 lính đặc nhiệm Nga và làm bị thương thêm 28 người, theo tuyên bố chính thức.
Vụ nổ làm tòa nhà hai tầng bị sập, là nơi ở của khoảng 200 quân nhân Cơ quan Tình báo Quân đội Nga, trong đó có 43 người được cho là đã ở bên trong tòa nhà vào thời điểm xảy ra vụ nổ. Các quan chức cho biết một vụ rò rỉ khí gas là nguyên nhân rất có thể nhưng không loại trừ các giả thuyết khác. Phe ly khai Chechnya đã thể hiện sự hoài nghi đối với giả thuyết nổ khí gas.